# Anous
Anous es un género de aves charadriformes de la familia Laridae.

## Especies
Se reconocen las siguientes especies:
- Anous stolidus (Linnaeus, 1758) – tiñosa boba;
- Anous tenuirostris (Temminck, 1823) – tiñosa picofina;
- Anous minutus Boie, F, 1844 – tiñosa menuda;
- Anous ceruleus (Bennett, FD, 1840) – tiñosa azulada;
- Anous albivitta (Bonaparte, 1856) – tiñosa Gris.

## Características
Estas aves son de plumaje oscuro.
Las hembras ponen un huevo por temporada de cría.
Se alimentan de pequeños peces que capturan mediante la inmersión.
Habitan en los océanos tropicales.